# Feronia
För asteroiden, se 72 Feronia.
Feronia var skördens gudinna som i romersk mytologi rådde över skogar och lundar. Vid Capena i Etrurien, nära berget Soracte, hade hon ett berömt tempel med en därtill hörande helig lund (lucus Feroniae), som även var en besökt marknadsplats. Hon var årsväxtens, handelns och de frigivna slavarnas beskyddarinna.